# Koedoe
Koedoe, підзаголовок African Protected Area Conservation and Science — оглядовий науковий журнал, що висвітлює пролеми біології, екології і охорони біорізноманіття в  Африці. Засновано в 1958 р.

## Реферування і індексування
Для одержання більш повної інформації відвідайте вебсайт http://koedoe.co.za/index.php/koedoe/pages/view/about#7 [Архівовано 12 квітня 2017 у Wayback Machine.]

## Ресурси Інтернету
- Вікісховище має мультимедійні дані за темою: Koedoe
- Офіційний сайт

1. ↑  The ISSN portal — Paris: ISSN International Centre, 2005. — ISSN 0075-6458
2. 1 2  Directory of Open Access Journals — 2003.